# Miss Internacional 2005
Miss Internacional 2005 fue la 45.ª edición de Miss Internacional, cuya final se llevó a cabo en Koseinenkin Hall, en la ciudad de Tokio, Japón el 26 de septiembre de 2005. Candidatas de 52 países y territorios compitieron por el título. Al final del evento Jeymmy Paola Vargas, Miss Internacional 2004 de Colombia coronó a Lara Quigaman de Filipinas como su sucesora.

## Resultados
| Resultado               | Candidata |
| ----------------------- | --- |
| Miss Internacional 2005 | - Filipinas - Precious Lara Quigaman |
| 1.ª finalista           | - República Dominicana - Yadira Geara |
| 2.ª finalista           | - Finlandia - Susanna Laine |
| Semifinalistas (Top 12) | - Brasil - Ariane Colombo - Colombia - Diana Arbeláez - Francia - Cynthia Tevere - Japón - Naomi Ishizaka - Perú - Vanessa López Vera - Serbia y Montenegro - Sanja Miljanić - Turquía - Sebnem Asade - Ucrania - Mariya Zhukova - Venezuela - Andrea Gómez |

### Premios Especiales
- Mejor Traje Nacional:  Filipinas - Lara Quigaman
- Miss Amistad:  Hong Kong - Queenie Chu
- Miss Fotogénica:  China - Yang Li

## Relevancia histórica del Miss Internacional 2005
- Filipinas gana Miss Internacional por cuarta vez.
- República Dominicana obtiene el puesto de Primera Finalista por primera vez y apunta su mejor colocación en el certamen hasta la fecha.
- Finlandia obtiene el puesto de Segunda Finalista por cuarta vez. La última vez fue en 2003.
- Colombia, Filipinas, Francia, Japón repiten clasificación a semifinales.
- Japón clasifica por decimotercer año consecutivo.
- Francia clasifica por cuarto año consecutivo.
- Colombia y Filipinas clasifican por segundo año consecutivo.
- Finlandia, Ucrania y Venezuela clasificaron por última vez en 2003.
- República Dominicana y Turquía clasificaron por última vez en 2002.
- Brasil clasificó por última vez en 2001.
- Perú clasificó por última vez en 1997.
- Serbia y Montenegro clasifica por primera vez y última vez a semifinales.
- Corea rompe una racha de clasificaciones que mantenía desde 2000.
- Los países de América y Europa dominaron tanto las semifinales como las finales colocando a 5 países cada uno de los cuales Finlandia y República Dominicana llegaron a la final.
- Ninguna nación de África u Oceanía clasificaron a la ronda de semifinales.

## Candidatas
52 candidatas de todo el mundo participaron en este certamen.
| - Alemania - Annika Pinter - Aruba - Gita van Bochove - Australia - Natalie Gillard - Bahamas - Brianna Clarke Pyfrom - Bolivia - Gretel María Stehli Parada - Brasil - Ariane Colombo - Canadá - Micaela Smith - China - Yang Li - China Taipéi - Li Yen Chin - Chipre - Charis Dimitriou - Colombia - Diana Patricia Arbeláez Peláez - Corea - Lee Kyoung-eun - Ecuador - Bianca María Salame Avilés - El Salvador - Ana Saidia Palma Rebollo - Eslovaquia - Lucia Debnarová - España - María del Pilar Domínquez - Estados Unidos - Anna Ward - Etiopía - Dina Fekadu Mosissa - Filipinas - Precious Lara San Agustín Quigaman-Alcaraz - Finlandia - Susanna Laine - Francia - Cynthia Tevere - Grecia - Potoula Perimeni - Honduras - Ingrid Saudy López Castillo - Hong Kong - Queenie Chu Wai-Man - India - Vaishali Desai - Israel - Moran Gerbi | - Japón - Naomi Ishizaka - Kazajistán - Antontseva Segeevna - Macao - Zheng Ma - Malasia - Winnie Chan Wai Ling - Mongolia - Gantogoo Bayaarkhuu - Nepal - Nisha Adhikari - Nicaragua - Daniela Regina Clerk Castillo - Noruega - Karoline Nakken - Nueva Caledonia - Lesley Delrieu - Nueva Zelanda - Ellie Bloomfield - Panamá - Lucía Graciela Matamoros Samudio - Paraguay - Liz Concepción Santacruz Amarilla - Perú - Vanessa López Vera Tudela - Polonia - Monika Szeroka - Puerto Rico - Dinorah Collazo Ortiz - Reino Unido - Amy Guy - República Checa - Petra Machacková - República Dominicana - Yadira Geara Cury - Serbia y Montenegro - Sanja Miljanić - Singapur - Catherine Tan - Suecia - Cecilia Zatterlöf Harbo Kristensen - Tailandia - Sukanya Pimmol - Tanzania - Margareth Wilson Kiguha Chacha - Turquía - Sebnem Asade - Ucrania - Mariya Zhukova - Venezuela - María Andrea Gómez Vásquez |